# Naoki Kanuma
Naoki Kanuma (japanisch 鹿沼 直生 Kanuma Naoki; * 7. Dezember 1997 in der Präfektur Saitama) ist ein japanischer Fußballspieler.

## Karriere
Kanuma erlernte das Fußballspielen in der Schulmannschaft der Shizuoka Gakuen High School und der Universitätsmannschaft der Senshū-Universität. Seinen ersten Vertrag unterschrieb er 2020 beim SC Sagamihara. Der Verein aus Sagamihara spielte in der dritthöchsten Liga des Landes, der J3 League. Für Sagamihara absolvierte er 34 Drittligaspiele. Im Januar 2021 wechselte er zum Zweitligisten Júbilo Iwata. Ende 2021 feierte er mit Júbilo die Meisterschaft der zweiten Liga und den Aufstieg in die erste Liga. Nach nur einer Saison in der ersten Liga musste er am Ende der Saison 2022 als Tabellenletzter wieder den Weg in die zweite Liga antreten. 2023 gelang ihm mit dem Verein als Vizemeister der zweiten Liga der direkte Wiederaufstieg in die erste Liga. Im Juli 2024 wechselte Kanuma auf Leihbasis zum Zweitligisten Tokushima Vortis. Für den Verein aus Tokushima bestritt er zwölf Ligaspiele. Nach der Ausleihe wurde er im Februar 2025 fest von Vortis unter Vertrag genommen.

## Erfolge
Júbilo Iwata
- Japanischer Zweitligameister: 2021
- Japanischer Zweitligavizemeister: 2023